# Skate Canada 2004
Navigation
Édition précédente Édition suivante
Le Skate Canada (ou Internationaux Patinage Canada) est une compétition internationale de patinage artistique qui se déroule au Canada au cours de l'automne. Il accueille des patineurs amateurs de niveau senior dans quatre catégories: simple messieurs, simple dames, couple artistique et danse sur glace.
Le trente-et-unième Skate Canada est organisé du 28 au 31 octobre 2004 au Metro Centre de Halifax dans la province de la Nouvelle-Écosse. Il est la deuxième compétition du Grand Prix ISU senior de la saison 2004/2005.

## Résultats

### Messieurs
| Rang | Nom                  | Pays       | Points | Programme court | Programme court | Programme libre | Programme libre |
| ---- | -------------------- | ---------- | ------ | --------------- | --------------- | --------------- | --------------- |
| 1    | Emanuel Sandhu       | Canada     | 204.17 | 7               | 60.17           | 1               | 144.00          |
| 2    | Ben Ferreira         | Canada     | 200.46 | 2               | 67.38           | 2               | 133.08          |
| 3    | Jeffrey Buttle       | Canada     | 191.85 | 1               | 72.15           | 5               | 119.70          |
| 4    | Ryan Jahnke          | États-Unis | 190.55 | 6               | 60.75           | 3               | 129.80          |
| 5    | Kevin Van Der Perren | Belgique   | 182.46 | 4               | 62.24           | 4               | 120.22          |
| 6    | Stefan Lindemann     | Allemagne  | 176.59 | 3               | 63.45           | 6               | 113.14          |
| 7    | Takeshi Honda        | Japon      | 166.09 | 5               | 61.09           | 8               | 105.00          |
| 8    | Andrei Lezin         | Russie     | 155.23 | 10              | 49.99           | 7               | 105.24          |
| 9    | Ma Xiaodong          | Chine      | 153.57 | 9               | 50.69           | 9               | 102.88          |
| 10   | Frédéric Dambier     | France     | 148.01 | 8               | 54.67           | 10              | 93.34           |
| 11   | Vakhtang Murvanidze  | Géorgie    | 135.67 | 11              | 43.43           | 11              | 92.24           |
| 12   | Gheorghe Chiper      | Roumanie   | 124.37 | 12              | 42.03           | 12              | 82.34           |

### Dames
| Rang | Nom              | Pays        | Points | Programme court | Programme court | Programme libre | Programme libre |
| ---- | ---------------- | ----------- | ------ | --------------- | --------------- | --------------- | --------------- |
| 1    | Cynthia Phaneuf  | Canada      | 159.66 | 1               | 57.76           | 1               | 101.90          |
| 2    | Yoshie Onda      | Japon       | 151.54 | 3               | 52.16           | 2               | 99.38           |
| 3    | Susanna Pöykiö   | Finlande    | 148.94 | 6               | 49.98           | 3               | 98.96           |
| 4    | Fumie Suguri     | Japon       | 148.32 | 2               | 53.72           | 4               | 94.60           |
| 5    | Carolina Kostner | Italie      | 138.94 | 4               | 50.86           | 5               | 88.08           |
| 6    | Júlia Sebestyén  | Hongrie     | 132.74 | 5               | 50.66           | 7               | 82.08           |
| 7    | Mira Leung       | Canada      | 123.96 | 8               | 42.74           | 8               | 81.22           |
| 8    | Jenna McCorkell  | Royaume-Uni | 121.76 | 10              | 39.60           | 6               | 82.16           |
| 9    | Lina Johansson   | Suède       | 118.80 | 9               | 42.38           | 9               | 76.42           |
| 10   | Lesley Hawker    | Canada      | 118.10 | 7               | 45.84           | 11              | 72.26           |
| 11   | Yukari Nakano    | Japon       | 113.68 | 11              | 37.58           | 10              | 76.10           |
| 12   | Zuzana Babiaková | Slovaquie   | 103.52 | 12              | 33.94           | 12              | 69.58           |

### Couples
| Rang | Nom                                    | Pays       | Points | Programme court | Programme court | Programme libre | Programme libre |
| ---- | -------------------------------------- | ---------- | ------ | --------------- | --------------- | --------------- | --------------- |
| 1    | Shen Xue / Zhao Hongbo                 | Chine      | 190.20 | 1               | 66.48           | 1               | 123.72          |
| 2    | Pang Qing / Tong Jian                  | Chine      | 172.48 | 2               | 64.54           | 4               | 107.94          |
| 3    | Dorota Zagórska / Mariusz Siudek       | Pologne    | 170.94 | 5               | 55.96           | 2               | 114.98          |
| 4    | Anabelle Langlois / Patrice Archetto   | Canada     | 167.70 | 4               | 57.38           | 3               | 110.32          |
| 5    | Valérie Marcoux / Craig Buntin         | Canada     | 163.42 | 3               | 64.02           | 5               | 99.40           |
| 6    | Viktoria Borzenkova / Andrei Chuvilaev | Russie     | 144.02 | 6               | 47.92           | 6               | 96.10           |
| 7    | Brittany Vise / Nicholas Kole          | États-Unis | 127.42 | 8               | 44.12           | 8               | 83.30           |
| 8    | Pascale Bergeron / Robert Davison      | Canada     | 127.18 | 9               | 43.40           | 7               | 83.78           |
| 9    | Milica Brozovic / Vladimir Futas       | Slovaquie  | 120.48 | 7               | 44.74           | 10              | 75.74           |
| 10   | Nicole Nönnig / Matthias Bleyer        | Allemagne  | 116.00 | 10              | 38.32           | 9               | 77.68           |

### Danse sur glace
| Rang | Nom                                      | Pays               | Points | Danse imposée | Danse imposée | Danse originale | Danse originale | Danse libre | Danse libre |
| ---- | ---------------------------------------- | ------------------ | ------ | ------------- | ------------- | --------------- | --------------- | ----------- | ----------- |
| 1    | Albena Denkova / Maxim Staviski          | Bulgarie           | 208.93 | 1             | 41.05         | 1               | 61.27           | 1           | 106.61      |
| 2    | Marie-France Dubreuil / Patrice Lauzon   | Canada             | 203.69 | 3             | 39.35         | 2               | 60.45           | 2           | 103.89      |
| 3    | Galit Chait / Sergei Sakhnovski          | Israël             | 200.97 | 4             | 38.58         | 4               | 60.21           | 3           | 102.18      |
| 4    | Isabelle Delobel / Olivier Schoenfelder  | France             | 199.19 | 2             | 39.37         | 3               | 60.41           | 4           | 99.41       |
| 5    | Megan Wing / Aaron Lowe                  | Canada             | 178.31 | 5             | 35.35         | 5               | 50.77           | 5           | 92.19       |
| 6    | Jana Khokhlova / Sergey Novitski         | Russie             | 163.14 | 6             | 31.72         | 6               | 48.36           | 6           | 83.06       |
| 7    | Christina Beier / William Beier          | Allemagne          | 151.14 | 7             | 31.48         | 7               | 43.57           | 7           | 76.09       |
| 8    | Martine Patenaude / Pascal Denis         | Canada             | 145.41 | 8             | 28.75         | 8               | 40.80           | 8           | 75.86       |
| 9    | Loren Galler-Rabinowitz / David Mitchell | États-Unis         | 131.67 | 9             | 28.67         | 9               | 40.25           | 10          | 62.75       |
| 10   | Diana Janostakova / Jiri Prochazka       | République tchèque | 128.64 | 11            | 24.99         | 10              | 36.94           | 9           | 66.71       |
| 11   | Alessia Aureli / Andrea Vaturi           | Italie             | 122.05 | 10            | 26.20         | 11              | 36.33           | 11          | 59.52       |
| 12   | Wang Jiayue / Meng Fei                   | Chine              | 113.97 | 12            | 23.35         | 12              | 35.34           | 12          | 55.28       |

## Sources
- Résultats du Skate Canada 2004 sur le site de l'ISU
- Patinage Magazine N°95 (Hiver 2004/2005)